# Hajime Ishii
Hajime Ishii (jap. 石井 肇, Ishii Hajime; * 26. Mai 1959 in der Präfektur Kanagawa) ist ein ehemaliger japanischer Fußballspieler.

## Karriere
Ishii erlernte das Fußballspielen in der Schulmannschaft der Nihon University High School und der Universitätsmannschaft der Nihon-Universität. Seinen ersten Vertrag unterschrieb er 1982 bei Nissan Motors. Der Verein spielte in der höchsten Liga des Landes, der Japan Soccer League. 1983 und 1984 wurde er mit dem Verein Vizemeister der Japan Soccer League. 1983 und 1985 gewann er mit dem Verein den Kaiserpokal. Für den Verein absolvierte er acht Erstligaspiele. 1988 wechselte er zu Otsuka Pharmaceutical. Ende 1991 beendete er seine Karriere als Fußballspieler.

## Erfolge
Nissan Motors
- Japan Soccer League

Vizemeister: 1983, 1984
- JSL Cup

Finalist: 1983, 1985, 1986
- Kaiserpokal

Sieger: 1983, 1985